# Reprezentacja Słowenii w hokeju na lodzie kobiet
Reprezentacja Słowenii w hokeju na lodzie kobiet – narodowa żeńska reprezentacja tego kraju. Należy do Dywizji Trzeciej.

## Starty w Mistrzostwach Świata
- 2000 – 26. miejsce
- 2001 – 22. miejsce
- 2004 – 23. miejsce
- 2005 – 21. miejsce
- 2007 – 21. miejsce
- 2008 – 23. miejsce
- 2009 – Dywizja trzecia odwołana
- 2011 – 23. miejsce

## Starty w Igrzyskach Olimpijskie
- Słowenki nigdy nie zakwalifikowały się do Igrzysk Olimpijskich.